# Río Frío o de La Acebeda
El río Frío o de La Acebeda, también denominado Acebedas o en su tramo más alto arroyo de los Horcajos y luego río Revenga, es un curso de agua en España. Se encuentra situado en la provincia de Segovia, en la parte central del país. Tributario del río Milanillos, está dentro del parque natural Sierra Norte de Guadarrama y su importancia radica en ser la captación de aguas del Acueducto romano de Segovia.
Recibe las aguas, en su margen izquierda, del arroyo Navaltestero, El Guijo y el río Peces; a mano derecha, por los arroyos de Las Cabras y del Trigo.

## Recorrido

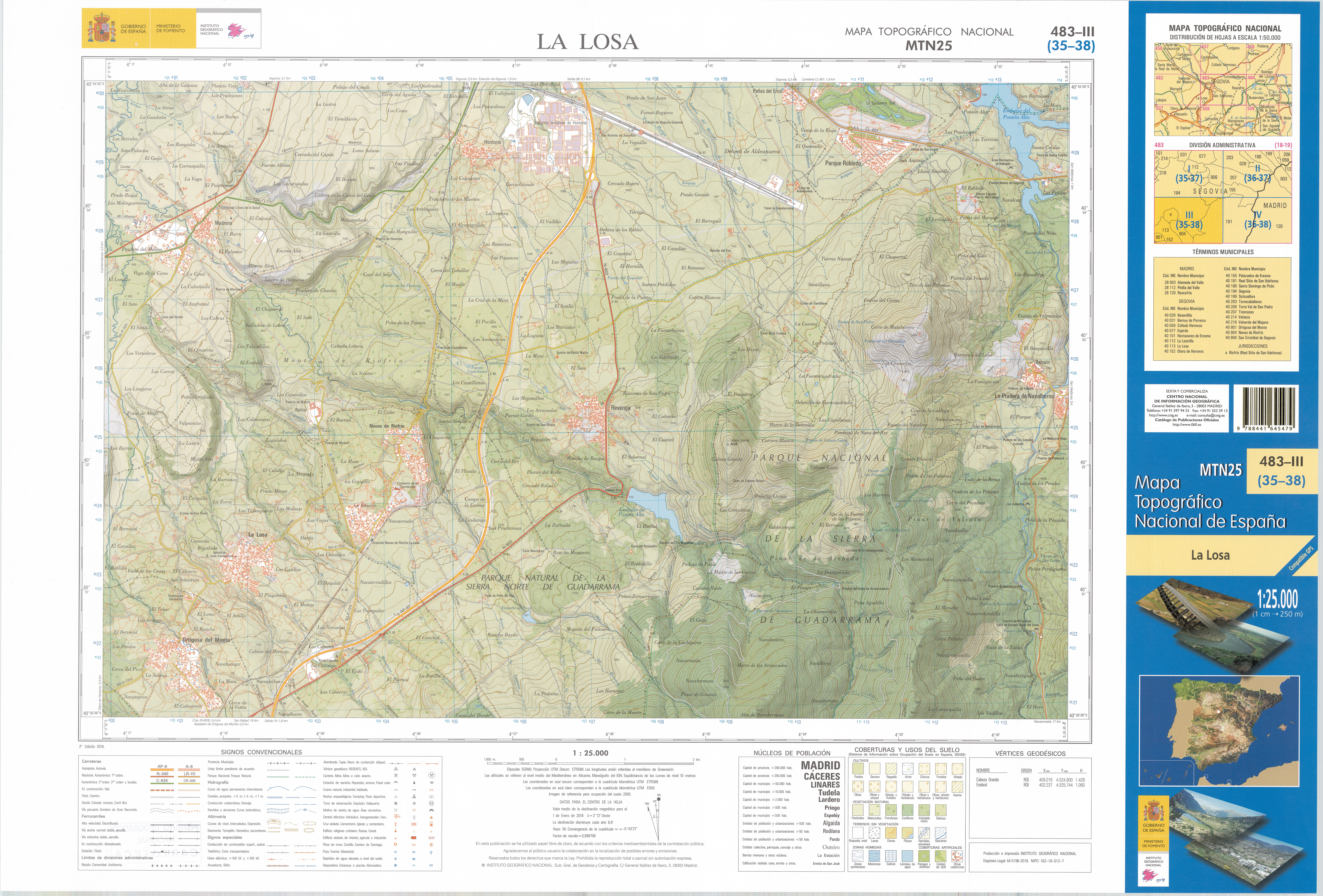
Fragmento 0483c3 del Mapa Topográfico Nacional de España del año 2018 en el que se representa parte del curso de agua

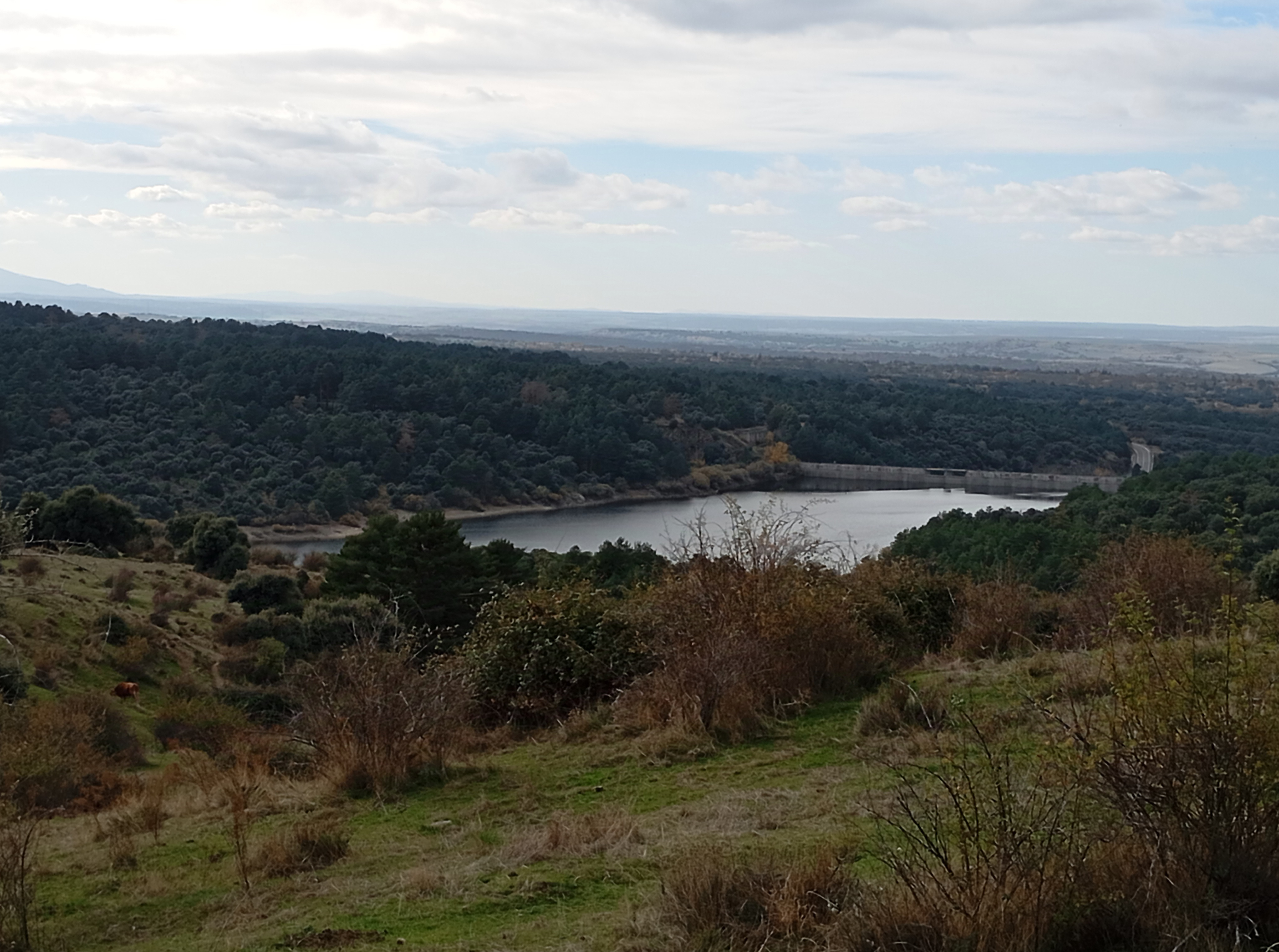
Pantano de Puente Alta

Nace en el collado de Tirobarra, junto al macizo de La Mujer Muerta, en el entorno de Balsaín, dentro del término del Real Sitio de San Ildefonso.
Tras atravesar el Pinar de la Acebeda y dejar atrás el azud de la captación del Acueducto de Segovia, entra en el término municipal segoviano, en los lares de la entidad local menor de Revenga y es embolsado en el Embalse de Puente Alta, pantano terminado el 31 de diciembre de 1953 que cuenta con 3 hm3 repartidos en 21 hectáreas de una profundidad máxima de 45 metros.
Posteriormente cruza la N-603, la medieval Puente Alta, la Autopista AP-61 y recorre unos metros dentro del término municipal de Navas de Riofrío donde recibe las aguas del río Peces a la vez que supera la carretera SG-V-7212.
Finalmente atraviesa el enclave del Real Sitio de San Ildefonso, el Bosque de Riofrío, en los aledaños al Palacio Real de Riofrío y la homónima localidad, llegando a su desembocadura en el Río Milanillos en el término del barrio anexionado a Segovia de Madrona, junto a los despoblados de Paredones y la Rumbona.